# Boyds (San Cristóbal y Nieves)
Boyd es una localidad de San Cristóbal y Nieves en la Parroquia de Trinity Palmetto Point.
Se ubica a una altitud de 15 m sobre el nivel del mar en la isla San Cristóbal, a 3 km al oeste de Basseterre.
Según estimación 2010 cuenta con una población de 779 habitantes.